# ووودلاكي (كاليفورنيا)
ووودلاكي (بالإنجليزية: Woodlake )‏ هي إحدى مدن مقاطعة تولير. تم إعطاءها لقب مدينة في 23 سبتمبر، 1941.

## أعلام
- داني بيرس
- أماندا رينتيريا